# سینما گلستان امین
سینما گلستان امین یک سینما در شهر رفسنجان، ایران است.
این سینما که متعلق به مؤسسه عام‌المنفعه امین می‌باشد در سال ۱۳۹۱ با دو سالن تأسیس شده‌است.